# Mike Phillips (baloncestista)
Michael Charles Phillips, conocido como "Mike" Phillips (Akron, Ohio, 24 de marzo de 1956 - Madisonville, Kentucky, 25 de abril de 2015), fue un baloncestista estadounidense de los años 1970 y 1980. Tenía una altura de 2,08 metros, y destacó como un pívot de gran fortaleza física, capacidad reboteadora y buenos promedios anotadores.

## Carrera
Formado como baloncestista en la Universidad de Kentucky, en 1978 fue elegido en el Draft de la NBA de ese mismo año, en tercera ronda (número 45) por los New Jersey Nets. Sin embargo, no llegó a tener la oportunidad de jugar en la liga profesional norteamericana y decidió emigrar a Europa, fichando  en 1979 por el CB Mollet de la Liga española. En un principio su meta sería la de fichar al año siguiente por el FC Barcelona, y formar el dueto de americanos con su amigo Bob Guyette, objetivo que vio cumplido, ya que en el año 1980 ficha por el equipo culé, jugando durante 2 temporadas en Can Barça, y coincidiendo la primera de ellas con Guyette. En esos dos años ganó una Liga española, una Copa del Rey, y fue subcampeón de la Recopa de Europa. En España desarrollaría toda su carrera deportiva, jugando en un total de siete clubes entre 1979 y 1990, y llegando a ser considerado uno de los mejores jugadores extranjeros de la Liga española de la época.
A nivel individual, su mayor distinción fue proclamarse máximo anotador de la Liga ACB en la temporada 1985-1986, cuando militaba en el RCD Espanyol, al anotar un total de 767 puntos (empatado con David Russell, del Estudiantes).

## Logros y reconocimientos

### Baloncesto universitario
- 1977-78  Campeón de la NCAA con la Universidad de Kentucky.

### Títulos nacionales de Club
- 1 Liga española: 1980-1981, con el FC Barcelona.
- 2 Copas del Rey: 1980-1981 y 1981-1982, con el FC Barcelona.

### Consideraciones personales
- Máximo anotador de la Liga ACB, en la temporada 1985-1986, con un total de 767 puntos (empatado con David Russell, del Estudiantes).